# جيني سلايت
جيني سارة سليت (بالإنجليزية: Jenny Sarah Slate) مواليد (25 مارس، 1982) ممثلة، كوميدية، ممثلة أصوات وكاتبة أمريكية، إشتهرت بأدوارها في ساترداي نايت لايف في 2009-2010، بيت الأكاذيب، متزوج، الحدائق والمنتزهات، برغر بوب، برنامج كرول وفتيات.

## نشأتها وتعليمها
ولدت سليت في 25 مارس، 1982، في ميلتون، ماساتشوستس، والدها رون سليت شاعر وكاتب من ماساتشوستس، ووالدتها نانسي، لديها أختان آبيغايل وستايسي. تربت في عائلة يهودية. بعد تخرجها من أكاديمية ميلتون في ماساتشوستس، إرتادت جامعة كولومبيا في نيويورك وتخرجت في عام 2004.

## أبرز أعمالها

### أعمال سينمائية
- 2012: هذا معناه حرب
- 2012: لوراكس
- 2015: حفر للنار
- 2016: زوتروبوليس
- 2016: الحياة السرية للحيوانات الأليفة
- 2017: ملك البولكا
- 2018: فينوم
- 2019: الحياة السرية للحيوانات الأليفة 2

### أعمال تلفزيونية
- 10-2009: ساترداي نايت لايف
- 16-2012: فتيات
- 15-2013: برنامج كرول
- 15-2013: الحدائق والمنتزهات
- 2013: التاريخ الثمل
- 2014: بروكلين ناين ناين
- 2016: وقت المغامرة

## وصلات خارجية
- جيني سلايت على موقع IMDb (الإنجليزية)
- جيني سلايت على موقع روتن توميتوز (الإنجليزية)
- جيني سلايت على موقع ألو سيني (الفرنسية)
- جيني سلايت على موقع ميوزك برينز (الإنجليزية)
- جيني سلايت على موقع أول موفي (الإنجليزية)
- جيني سلايت على موقع قاعدة بيانات الأفلام السويدية (السويدية)
- جيني سلايت على موقع ديسكوغز (الإنجليزية)
- جيني سلايت على موقع قاعدة بيانات الفيلم (الإنجليزية)
- جيني سلايت على موقع كينوبويسك (الروسية)
- Gabe and Jenny على فيميو